# Ommatius lurismus
Ommatius lurismus är en tvåvingeart som beskrevs av H. Oldroyd 1968. Ommatius lurismus ingår i släktet Ommatius och familjen rovflugor.
Artens utbredningsområde är Elfenbenskusten. Inga underarter finns listade i Catalogue of Life.